# Сад падающих звёзд (телесериал, 2001)
«Сад падающих звёзд» (кит. 流星花園; пиньинь: Liúxīng Huāyuán) — тайваньский телесериал, в главных ролях Барби Сюй, Джерри Ян, Вик Чжоу, Ваннесс Ву и Кен Чу. Выход в эфир с 12 апреля по 16 августа 2001 года на канале «CTS».

## В ролях

### Основной
- Барби Сюй — Шан Цаи
- Джерри Ян — Дао Минг Си
- Вик Чжоу — Хуа Зи Леи
- Ваннесс Ву — Мэй Цзо
- Кен Чу — Хи Мен

## Саундтреков
1. «Love of My Life» (道明寺傷心之歌)
2. «Can’t Help Falling in You» (情非得已 (Qing Fei De Yi))
3. «Perfect love» (杉菜與花澤類之歌)
4. «And I Love You So» (花澤類的成全)
5. «I Honestly Love You» (告白)
6. «When You’re In Love With A Beautiful Woman» (道明寺的初戀進行曲)
7. «Loving You» (西門的約會)
8. «Never Surrender» (我是雜草杉菜)
9. «Almost Over You» (BYE BYE! 花澤類)
10. «Settling» (杉菜的傷心之歌)
11. «I’ll Never Fall in Love Again» (分手)
12. «流星項鍊» (鄭鈞╱流星 (Yellow) (Coldplay Cover))
13. «The Love You Want» (你要的愛)

## Показ
- Индонезия — на канале Indosiar (повторы — на Trans TV, Trans7 и B Channel)
- Филиппины — на канале ABS-CBN в 2003 году (повторы — на канале GMA Network в 2007 году)
- Гонконг — на канале ATV World и TVB Pearl
- Сингапур — на канале MediaCorp Channel 8
- Китай — на канале Xing Kong в 2009 году
- Таиланд — на канале Channel 3 в 2002 году

## Версии
- Hana Yori Dango (Япония)
- Мальчики краше цветов (Республика Корея)
- Сад падающих звёзд (Китайская Народная Республика)
- Kaisi Yeh Yaariyan (Индия)
- Сад падающих звёзд (Китай)